# Agathidium plagiatum
Agathidium plagiatum – gatunek chrząszcza z rodziny grzybinkowatych i podrodziny Leiodinae.
Gatunek ten opisany został po raz pierwszy w 1810 roku przez Leonarda Gyllenhaala pod nazwą Anisotoma plagiata.

## Charakterystyka
Chrząszcz o ciele długości od 2,5 do 2,9 mm, mocno wysklepionym, błyszczącym, ubarwionym czarno z czerwonobrunatnymi brzegami przedplecza i smugami na pokrywach oraz czerwonawoczarnym odwłokiem. Wierzch ciała pozbawiony jest mikrorzeźby. Głowa ma stosunkowo rzadko i bardzo delikatnie punktowane czoło niewyraźnie odgraniczone od nadustka, natomiast od ciemienia wydzielone wyraźną bruzdą. Skronie są krótkie, ale dobrze widoczne, długości wynoszącej od 1/5 do ¼ długości oka. Czułki mają człon trzeci tak długi jak dwa następne razem wzięte, a ostatni dwukrotnie krótszy od poprzedniego. Przedplecze jest owalne w zarysie. Prawie tak długie jak szerokie pokrywy mają kąty przednie niemal proste oraz dobrze wykształcone bruzdki przyszwowe osiągające połowę ich długości. Zapiersie u samca zaopatrzone jest w jasno owłosioną, głęboką jamkę. Stopy przedniej i środkowej pary u samca są rozszerzone, pięcioczłonowe, tylnej zaś czteroczłonowe. U samicy stopy przedniej pary są pięcioczłonowe, a pozostałych par czteroczłonowe.

## Występowanie
Owad o borealno-górskim typie rozsiedlenia. Zamieszkuje głównie buczyny. Bytuje pod odstającą korą, w murszejącym drewnie i w ściółce pod przegrzybiałym listowiem.
Gatunek palearktyczny, podawany z Hiszpanii, Francji, Niemiec, Szwajcarii, Austrii, Włoch, Szwecji, Litwy, Polski, Czech, Słowacji, Węgier, Ukrainy, Rumunii, Mołdawii, Bułgarii, Słowenii, Chorwacji, Serbii, Czarnogóry i Kaukazu. W Polsce znany jest z Sudetów, Wyżyny Krakowsko-Częstochowskej, Tatr, Pienin, Beskidów Wschodnich, Bieszczadów, Gór Świętokrzyskich, Puszczy Białowieskiej i okolic Białegostoku. Na „Czerwonej liście gatunków zagrożonych Republiki Czeskiej” umieszczony jest jako gatunek narażony na wymarcie (VU).